# Zvonimir Butić
Zvonimir Butić (Split, 1998. november 2. ― ) horvát válogatott vízilabdázó, a Jadran Split játékosa.

## Sportpályafutása
2016-ban ifjúsági világbajnokságot nyert, egy évvel később pedig junior világbajnoki ezüstérmes lett. 2018 óta a Jadran Split játékosa.

## Eredményei

### Klubcsapattal

#### Jadran Split
- Horvát bajnokság
  - Bajnok: 2023
  - Ezüstérmes: 2022
  - Bronzérmes: 2019, 2020, 2021

### Válogatottal

#### Korosztályos válogatott
- Ifjúsági világbajnok (Podgorica, 2016)
- Junior világbajnoki ezüstérmes (Belgrád, 2017)

#### Felnőtt válogatott
- Világbajnoki 9. helyezett (Fukuoka, 2023)